# Quelle strane occasioni
Quelle strane occasioni è un film a episodi italiano del 1976 diretto dai registi Luigi Comencini, Nanni Loy e Luigi Magni.
Il primo episodio Italian Superman è stato diretto in incognito da Nanni Loy, riportando nei titoli di testa "regia di Anonimo".

## Trama

### Italian Superman

Paolo Villaggio in una scena

Giobatta è un emigrato italiano ad Amsterdam, che tenta inutilmente di sbarcare il lunario come venditore ambulante di lupini e castagnaccio. Una sera, viene rapinato credendo egli nasconda del danaro sotto la patta del pantalone per scoprire che è un superdotato; viene quindi portato a forza dal proprietario di un night club e indotto a firmare un contratto per recitare da protagonista in uno spettacolo pornografico dal vivo, all'insaputa di sua moglie e giustificando i lauti guadagni quale improbabile fornitore di castagnaccio per la corona olandese.
Trascurata a letto, la moglie si reca nel locale dove egli lavora, innescando una discussione fino a concordare di includerla nello spettacolo. Giobatta a ogni modo si sente inibito con lei innanzi al pubblico, così viene declassato al ruolo di portiere del locale. La moglie diviene la principale attrazione, in compagnia di un aitante turco parimenti dotato.

### Il cavalluccio svedese

Manfredi e Steffan in una scena

Antonio è un architetto e marito tradizionale, geloso di sua figlia Paola. Un fine settimana, mentre la moglie e la ragazza sono fuori città, riceve l'improvvisa visita di Kristina, figlia di un amico e collega con il quale aveva lavorato anni prima in Svezia. Solo e con l'avvenente ragazza dalle abitudini a lui aliene, Antonio apprende di un interesse di lei nei suoi confronti mai sopito tanto che la notte stessa, con la scusa del temporale, Kristina si infila nel suo letto e finiranno per passare la notte insieme.
Prima di ripartire, Kristina racconta con disinvoltura di una relazione intima tra suo padre e la moglie di Antonio. Tornata la donna, egli la accoglie freddamente, riportandole implicitamente quanto appreso.

### L'ascensore

Sordi e Sandrelli in una scena

A Roma, alla vigilia di Ferragosto, un monsignore e un'avvenente trentenne rimangono bloccati per l'intero giorno in un ascensore. La particolare circostanza induce la giovane a confessare al religioso alcuni segreti della sua vita sentimentale inducendolo a tentare un approccio che culmina in un rapporto tra i due. Finalmente liberati, l'uomo esorta la donna a dimenticare l'accaduto riconducendolo all'assenza di libero arbitrio dovuta alla forzata coabitazione, e nonostante ciò le lascia il suo biglietto da visita. Epilogo con la rottura del fidanzamento della ragazza e il sospirato incontro del prelato con l'amante residente nello stabile.

## Produzione
Il film fu girato in prevalenza a Roma, tranne l'episodio Italian superman, dove le riprese esterne furono effettuate ad Amsterdam.

## Accoglienza

### Critica
(Achille Valdata, Stampa Sera, 27 dicembre 1976)
(Aggeo Savioli, l'Unità, 28 dicembre 1976)